# فريدريك دريك
فريدريك دريك (بالألمانية: Friedrich Drake)‏ هو نحات ألماني، ولد في 23 يونيو 1805 في باد بيرمونت في ألمانيا، وتوفي في 6 أبريل 1882 في برلين في ألمانيا.